# Двухточечная коровка
Двухто́чечная коро́вка (лат. Adalia bipunctata) — жук из семейства божьих коровок (Coccinellidae). Принадлежит к роду Adalia.

## Внешний вид
Это довольно медлительное насекомое, умеющее, однако, хорошо защищаться. Низ тела чёрный, переднеспинка чёрная с жёлтой боковой каймой или жёлтая с М-образным пятном в центре. Рисунок на надкрыльях очень изменчив, чаще на каждом располагается по одному пятну. Длина тела имаго достигает 5 мм.

## Символ
Двухточечная божья коровка утверждена в качестве национального насекомого Латвии в 1991 году Обществом Энтомологов Латвии.

## Значение
Она известна как полезное насекомое, оберегающее растения от вредителей (в основном — тлей). Была интродуцирована в Австралию в качестве агента биологического контроля.

## Распространение
Голарктика. Обычный вид для Западной и Центральной Европы и Северной Америки, также встречается в Казахстане.

## Аномалии
В некоторых популяциях наблюдается аномальное соотношение полов, выражающееся в преобладании самок (до 80—90 %). Это явление связано с влиянием симбиотических внутриклеточных бактерий (Wolbachia, Rickettsia, Spiroplasma), живущих внутри гамет жуков.

## Фотогалерея

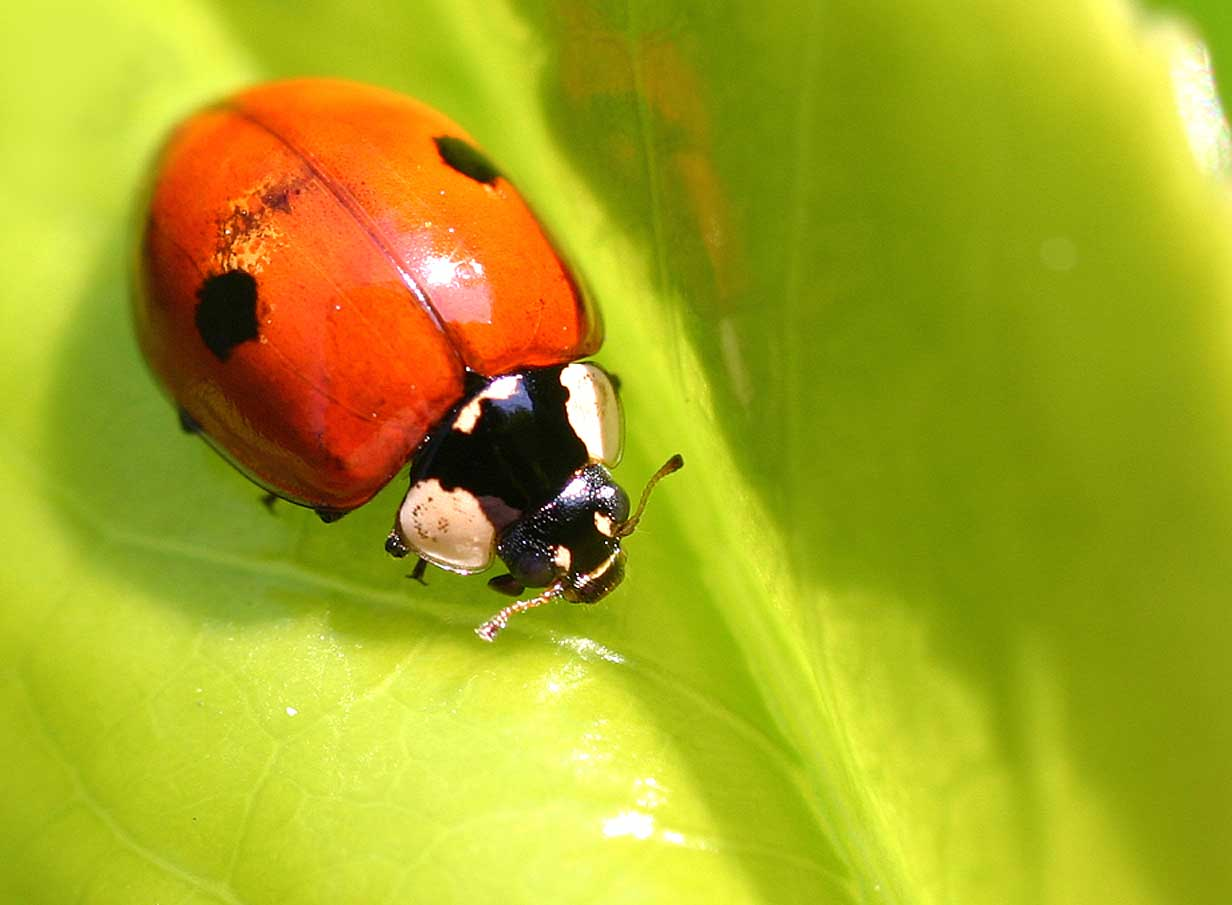
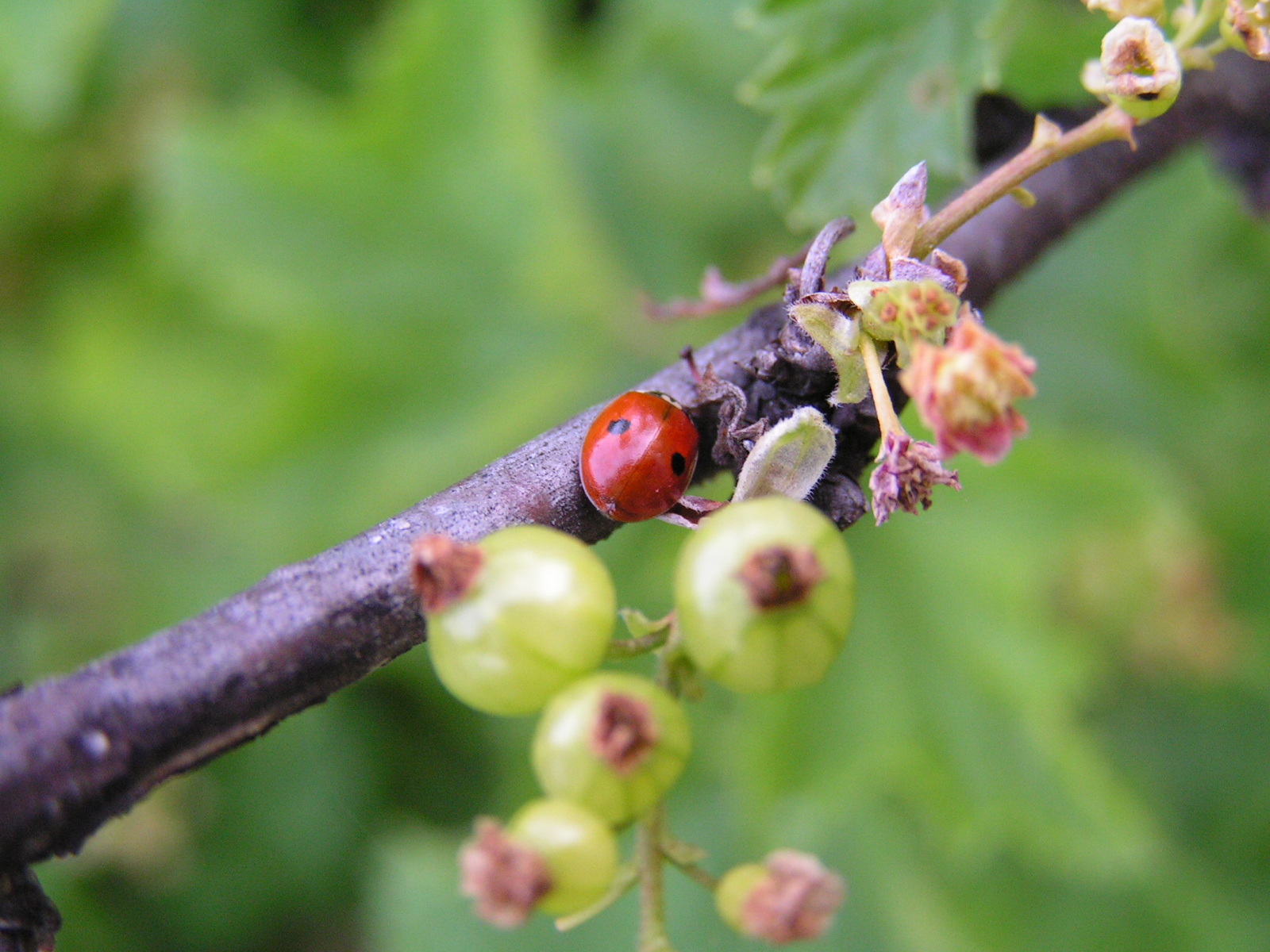
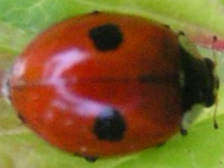
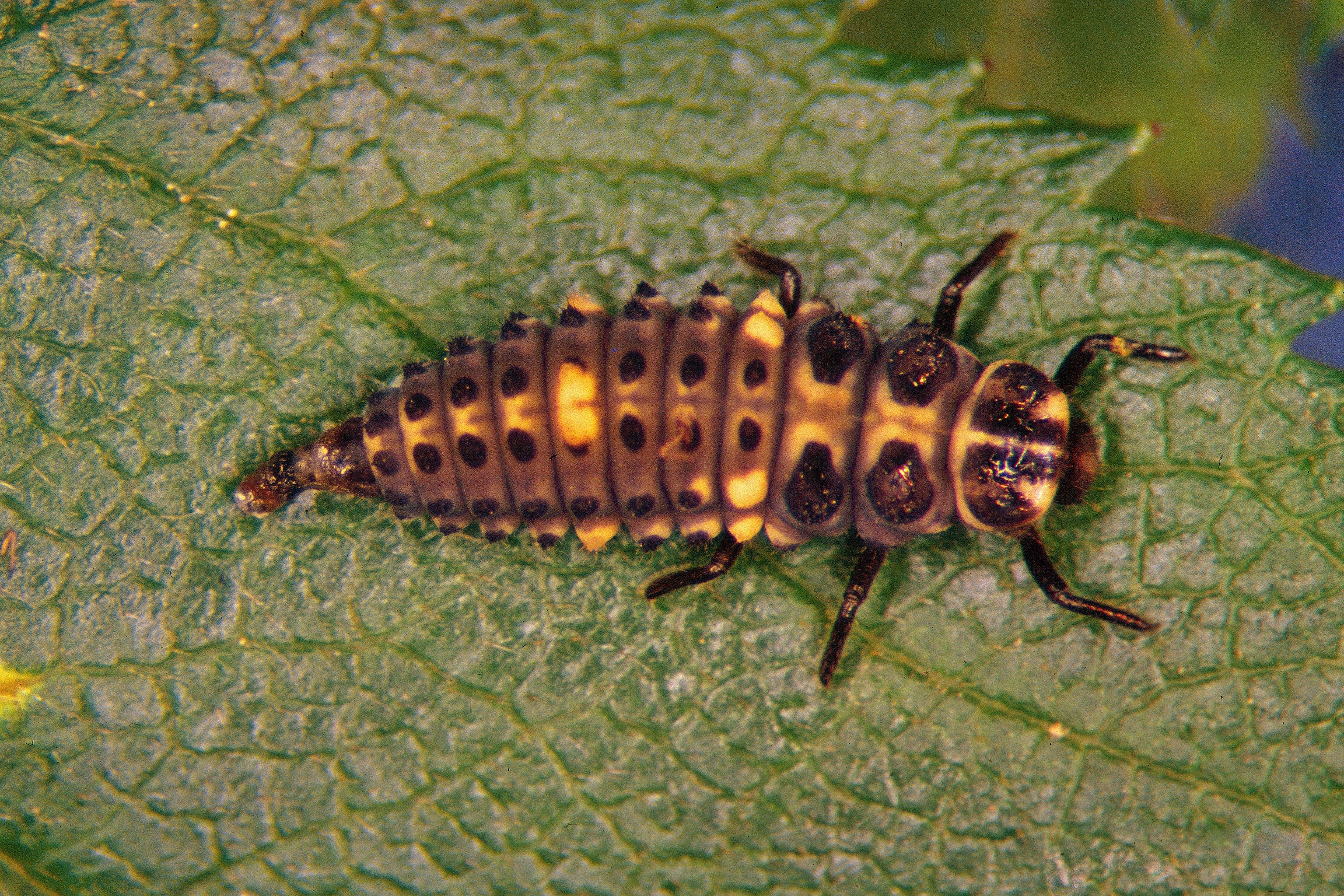
Личинка
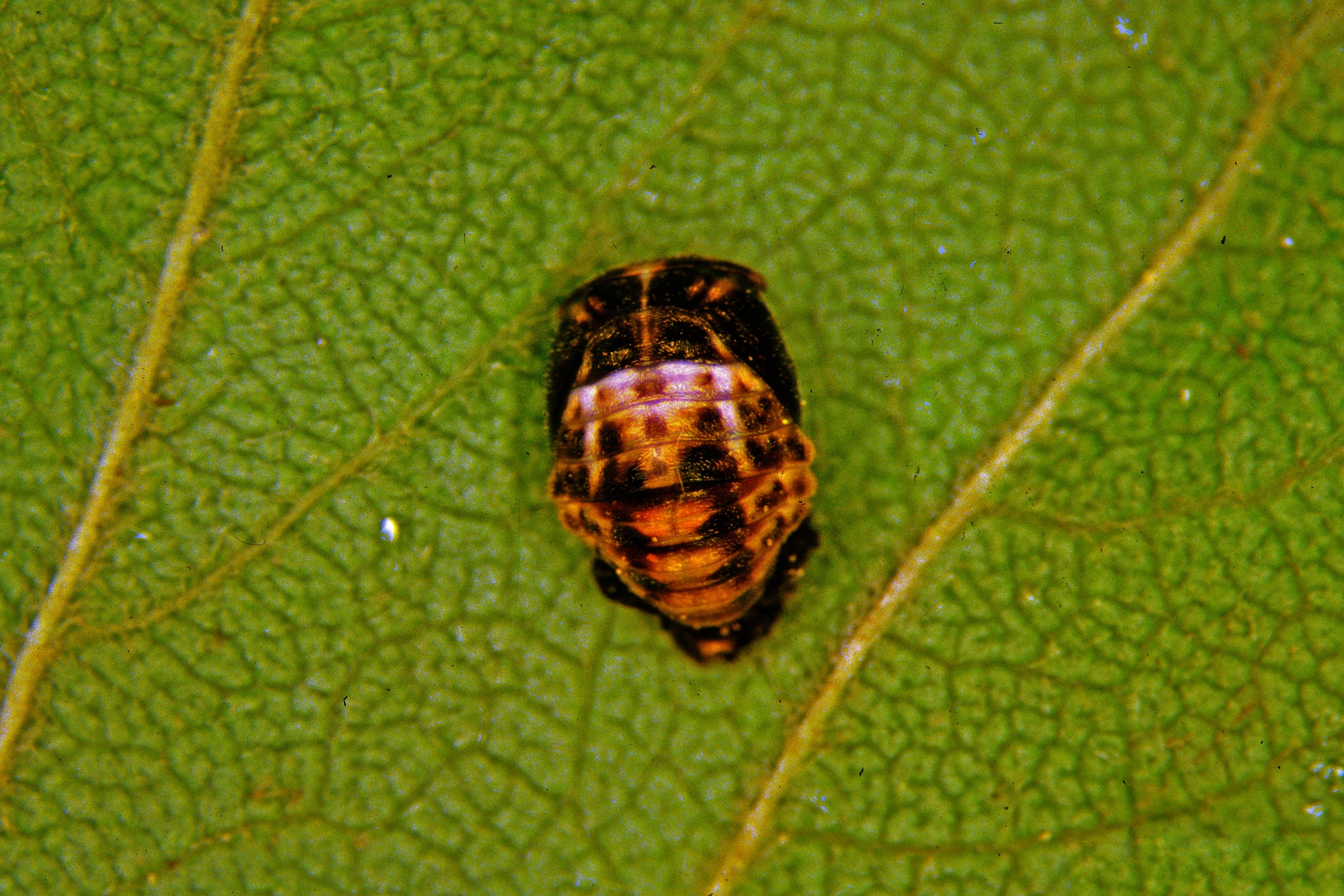
Куколка